# Hedwig von Rittberg

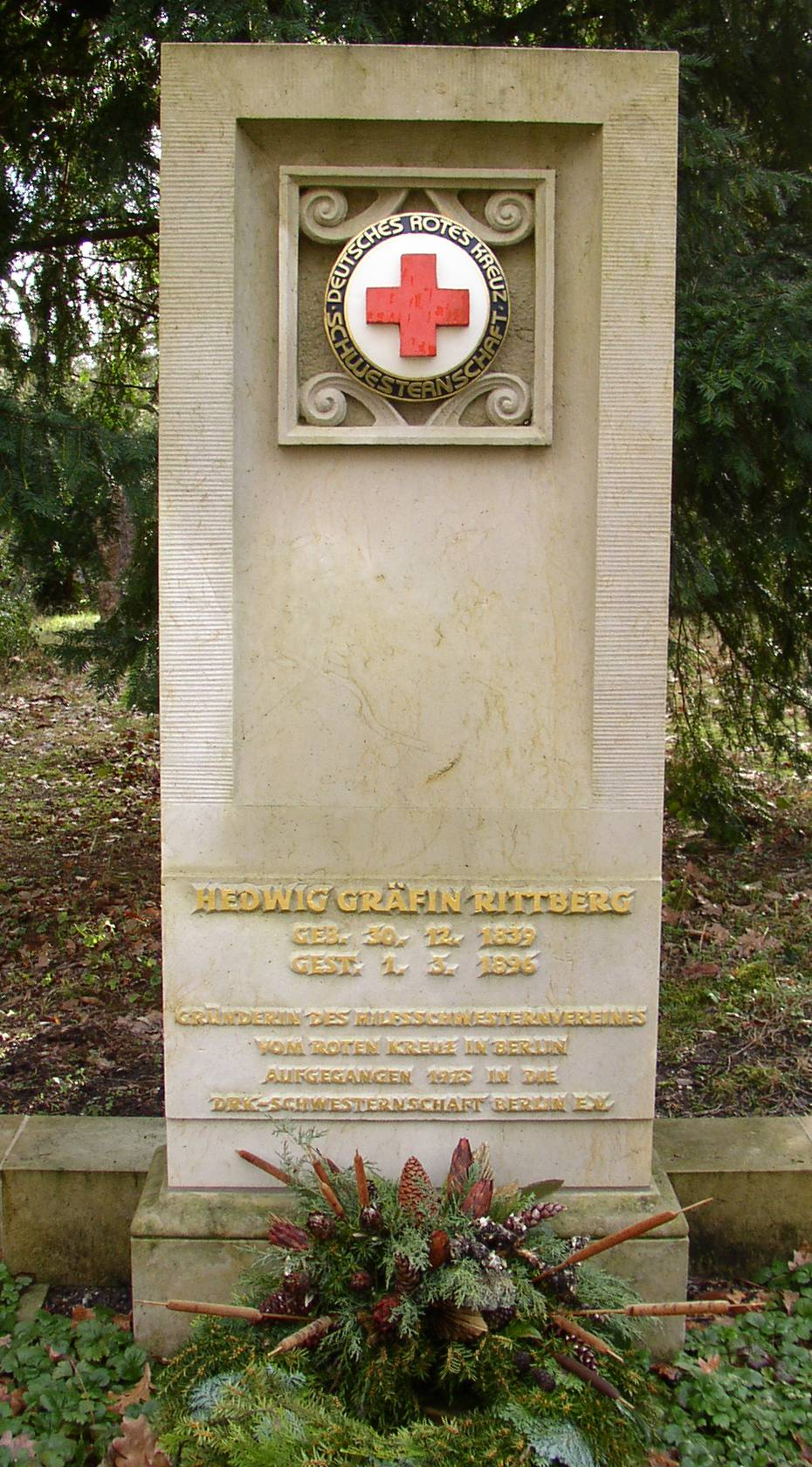
Grab auf dem Alten Friedhof Klein-Glienicke in Potsdam-Babelsberg

Auguste Leopoldine Hedwig Gräfin von Rittberg (* 30. Dezember 1839 in Liegnitz, Landkreis Liegnitz, Provinz Schlesien; † 4. April 1896 in Nowawes) war eine deutsche Krankenschwester und Gründerin des „Hilfsschwestern-Vereins“.
Hedwig von Rittberg war die Tochter des königlich preußischen Majors Graf August von Rittberg und der Henriette von Rittberg, geb. von Netz. Nachdem ihr Vater ihren Berufswunsch, Diakonisse zu werden, abgelehnt hatte, pflegte sie kranke Verwandte. Während des preußisch-österreichischen Krieges (1866) absolvierte sie einen Krankenpflegerinnen-Lehrkurs in der Kürassierkaserne in Breslau. Für den nachfolgenden dreimonatigen Kriegspflegedienst in Horschitz und Gitschin erhielt sie den Luisenorden 1. Klasse. 1870 wurde sie auf Wunsch der preußischen Königin Augusta Oberin des neu errichteten Augusta-Hospitals in Berlin. Dort versorgte sie während des Deutsch-Französischen Krieges (1870/71) deutsche und französische Verwundete, wofür sie die Kriegsdenkmünze für Nichtkombattanten, das Verdienstkreuz von Frankreich und das bayerische Verdienstkreuz für Frauen und Jungfrauen erhielt.
Im Jahr 1873 kehrte sie nach Liegnitz zurück, wo sie bei der Medizinalbehörde ein pharmazeutisches Examen ablegte. Am 1. Oktober 1875 gründete sie in Berlin den „Hilfsschwestern-Verein“, der 1882 von Kaiser Wilhelm I. als öffentliche Wohlfahrtseinrichtung anerkannt wurde.
Nach dem Tod der Gräfin von Rittberg wurde der „Hilfsschwestern-Verein“ zunächst in „Gräfin Rittbergscher Hilfsschwestern-Verein“ und dann in „Gräfin Rittberg Schwestern-Verein vom Roten Kreuz“ umbenannt. 1975 ging der Verein im Verein „DRK-Schwesternschaft Berlin“ auf.
Das Rittberg-Krankenhaus (der Schwesternschaften vom Roten Kreuz) in Berlin-Lichterfelde wurde nach ihr benannt.

## Werk
- Erinnerungen aus drei Jahrzehnten meines Berufslebens nebst Selbstbiographie, Hrsg. Hedwig Gräfin Rittberg, Verlag Hugo Spamer, Druck Th. Langhorst & Schmidt, Buchbinderei Wilh. T. Bruer, Berlin 1895/96. Digitalisat